# Doryrhamphus negrosensis
Doryrhamphus negrosensis är en fiskart som beskrevs av Herre 1934. Doryrhamphus negrosensis ingår i släktet Doryrhamphus och familjen kantnålsfiskar.

## Underarter
Arten delas in i följande underarter:
- D. n. malus
- D. n. negrosensis